# NGC 3259
إن جي سي 3259 (بالإنجليزية: NGC 3259)‏ التي يرمز لها بالرمز NGC 3259، هي مجرة، في كوكبة الدب الأكبر.

## الاكتشاف
اكتشفت في 3 أبريل 1791، بواسطة ويليام هيرشل.